# Katedra w Llandaff
Katedra w Llandaff (wal. Eglwys Gadeiriol Llandaf, ang. Llandaff Cathedral; pełna nazwa: The Cathedral & Parish Church of SS Peter & Paul, Dyfrig, Teilo & Euddogwy) – anglikańska katedra w Cardiff, należąca do Kościoła w Walii, sięgająca swymi korzeniami VI wieku, kiedy, według tradycji, św. Dubritius założył wspólnotę w pobliżu rzymskiej drogi i jej przeprawy przez rzekę Taff. Później w tym miejscu jego następca, św. Teliaw zbudował kościół. Obaj święci, wraz z ich następcą, św. Odoceo zostali patronami kościoła. Kościół pierwotny nie zachował się, a obecny budynek pochodzi z XII wieku. 
Katedra w Llandaff jest jedyną w Wielkiej Brytanii katedrą mającą dwie wieże w fasadzie zachodniej, z których południowa jest zwieńczona spiczastym hełmem. 
Katedra 2 grudnia 1952 roku została wpisana na listę Zabytków Walii pod nr 13710.

## Historia

### Okres katolicki
Pierwotny kościół został zbudowany ok. 560 roku na szczycie niewielkiego wzgórza. Zachował się z niego jedynie krzyż celtycki, stojący obecnie w pobliżu kapitularza. Obecna katedra sięga swymi początkami 1107 roku, kiedy biskup Urban, pierwszy biskup mianowany przez Normanów, wystąpił z pomysłem zbudowania większej katedry. Jej budowę rozpoczęto w 1120 roku, a ukończono około 1220 roku, kiedy powstała fasada zachodnia. Z tamtego okresu pochodzi łuk, usytuowany z tyłu ołtarza oraz drzwi kaplicy św. Dawida (lub Walijskiego Regimentu), pochodzące przypuszczalnie z kościoła św. Urbana. W trakcie budowy katedra była przedłużana i poszerzana; zbudowano nawę i prezbiterium. Fasada zachodnia jest oceniana przez wielu jako jedno z dwóch lub trzech najbardziej znaczących średniowiecznych dzieł sztuki na terenie Walii. W 1250 roku został zbudowany kapitularz oraz wolno stojąca dzwonnica, a w 1287 roku ukończono Lady Chapel. W XIV wieku wymieniono okna normańskie na nowe, w stylu dekoracyjnym. Kolejne zmiany nastąpiły w XV wieku, kiedy kierownictwo robót objął Jasper Tudor; w 1485 roku zbudował on wieże północno-zachodnią (nazwaną jego imieniem), która stała dzwonnicą po tym jak wcześniejsza, wolno stojąca dzwonnica uległa zniszczeniu.

### Okres poreformacyjny

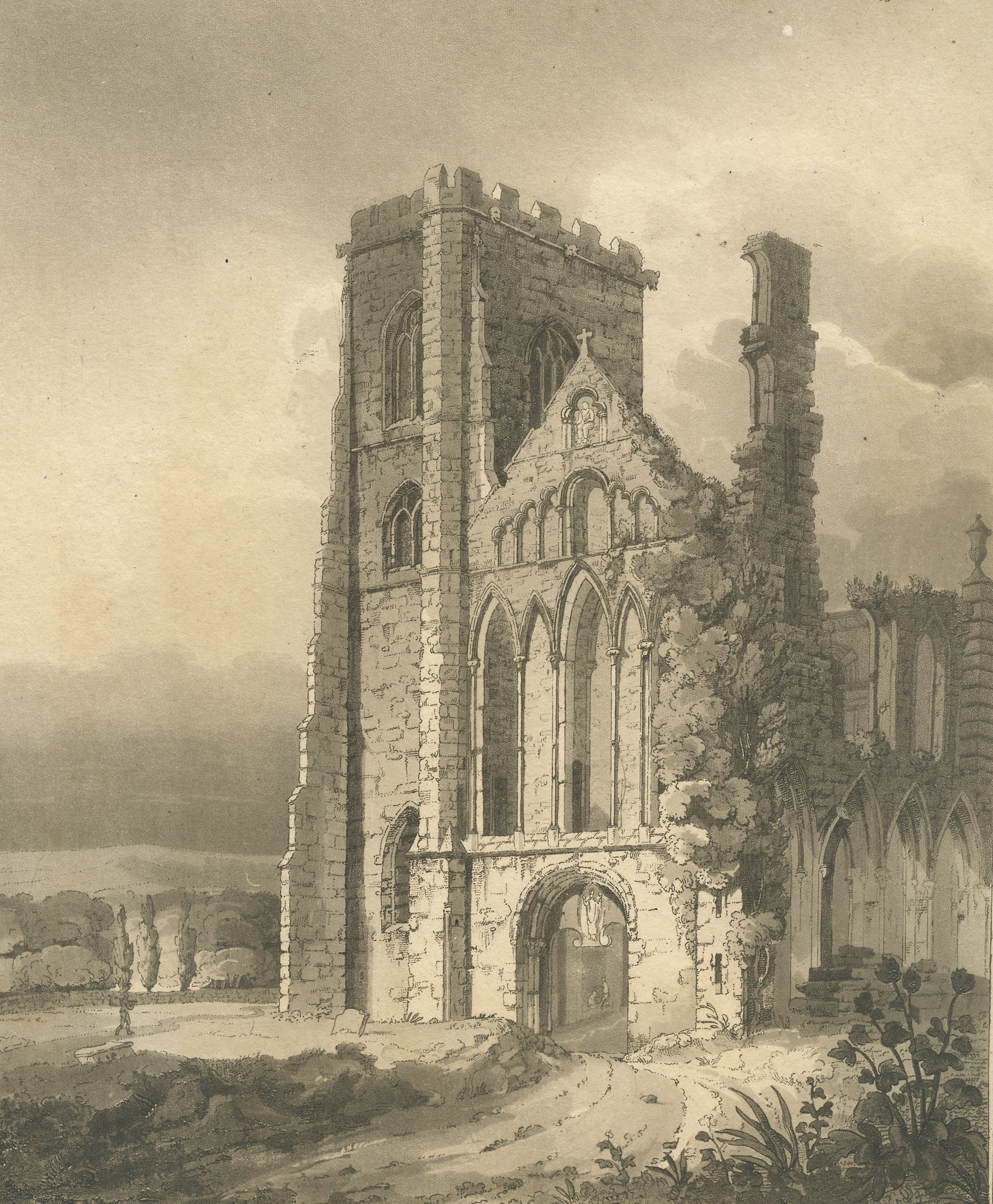
Fasada zachodnia zrujnowanej katedry (akwatinta sprzed 1734 roku)

Aż do czasów króla Henryka VIII (krewnego Jaspera Tudora), do sanktuarium św Teliawa napływali pielgrzymi, a ich dary wspierały katedrę. Gdy pielgrzymki zostały zakazane, a pozostałe przychody zabrane, utrzymanie budynku katedry w należytym stanie nie było już dłużej możliwe, wskutek czego w ciągu następnych 200 lat zaczął on popadać w stan niemal ruiny. W 1734 roku rozpoczęła się odbudowa katedry, ale świątynia w popularnym wówczas stylu włoskim, którą John Wood, architekt z Bath zamierzał zbudować w przykatedralnej fabrica ecclesiae, nigdy nie została ukończona, choć zachowały się po niej ściany i filary. W XIX wieku rosnący dobrobyt diecezji umożliwił podjęcie restauracji świątyni, którą rozpoczęli w 1843 roku J.F. Seddon i John Pritchard. Wystrój wnętrza powierzono Bractwu Prerafaelitów. W trakcie prac restauracyjnych Seddon i Pritchard usunęli XVIII-wieczne wyposażenie katedry. Większość obecnej struktury jest ich dziełem, w tym zwieńczona spiczastym hełmem wieża południowo-zachodnia, ukończona w 1869 roku (nosząca dziś nazwę wieży Pritcharda); zastąpiła ona wieżę z początku XII wieku, która w 1722 roku zawaliła się.

### II wojna światowa i czasy współczesne
2 stycznia 1941 roku budynek katedry został poważnie uszkodzony i jego dach zniszczony przez wybuch niemieckiej miny lądowej. Przepadło wiele elementów XIX-wiecznego wyposażenia. Odbudowę katedry ze zniszczeń wojennych rozpoczął architekt katedralny Charles Nicholson. Po jego śmierci w 1949 roku prace przejął George Pace, kończąc je w 1960 roku. Pace postanowił połączyć zachowane elementy architektoniczne z nowymi, co nadało katedrze poczucie przestronności. Ołtarz główny został obniżony, a znajdujący się za nim tryptyk „Z rodu Dawida” pędzla Dantego Gabriela Rossettiego, przeniesiono do kaplicy św. Illtuta u podnóża wieży północno-zachodniej. Pace zbudował też kaplicę upamiętniającą Walijski Regiment (Welch Regiment Memorial Chapel), ale jego największym osiągnięciem pozostaje żelbetowy łuk zwieńczony aluminiowym posągiem Chrystusa w Chwale, autorstwa Jacoba Epsteina, usytuowany pomiędzy nawą a prezbiterium.

## Architektura

### Wygląd zewnętrzny
Budulcem używanym w średniowieczu był głównie kamień z Dundry, oraz niektóre surowce lokalne jak blue lias, kamień z Sutton czy marmur z Purbeck, używany również wewnątrz. W okresie poreformacyjnym używano liasu, wapienia z Chipping Campden i Bath i niewielkich ilości czerwonego piaskowca z Radyr w kapitularzu. Po II wojnie światowej zastosowano beton, wysadzany kamieniami polodowcowymi i piaskowcem z Pennant. Dachy wykonano z walijskich łupków i ołowiu.
Świątynia jest trzynawowa: nawa główna jest flankowana od północy i południa przez nawy boczne. Fasadę zachodnią tworzy para wież. W obrębie nawy jest prezbiterium, a w nim przestrzeń ołtarzowa z obejściem i Lady Chapel, wchodząca częściowo w korpus katedry. Po stronie południowej jest kapitularz, a po północnej – kaplica św. Dawida, połączona drogą procesyjną z Domem Prebendarzy.

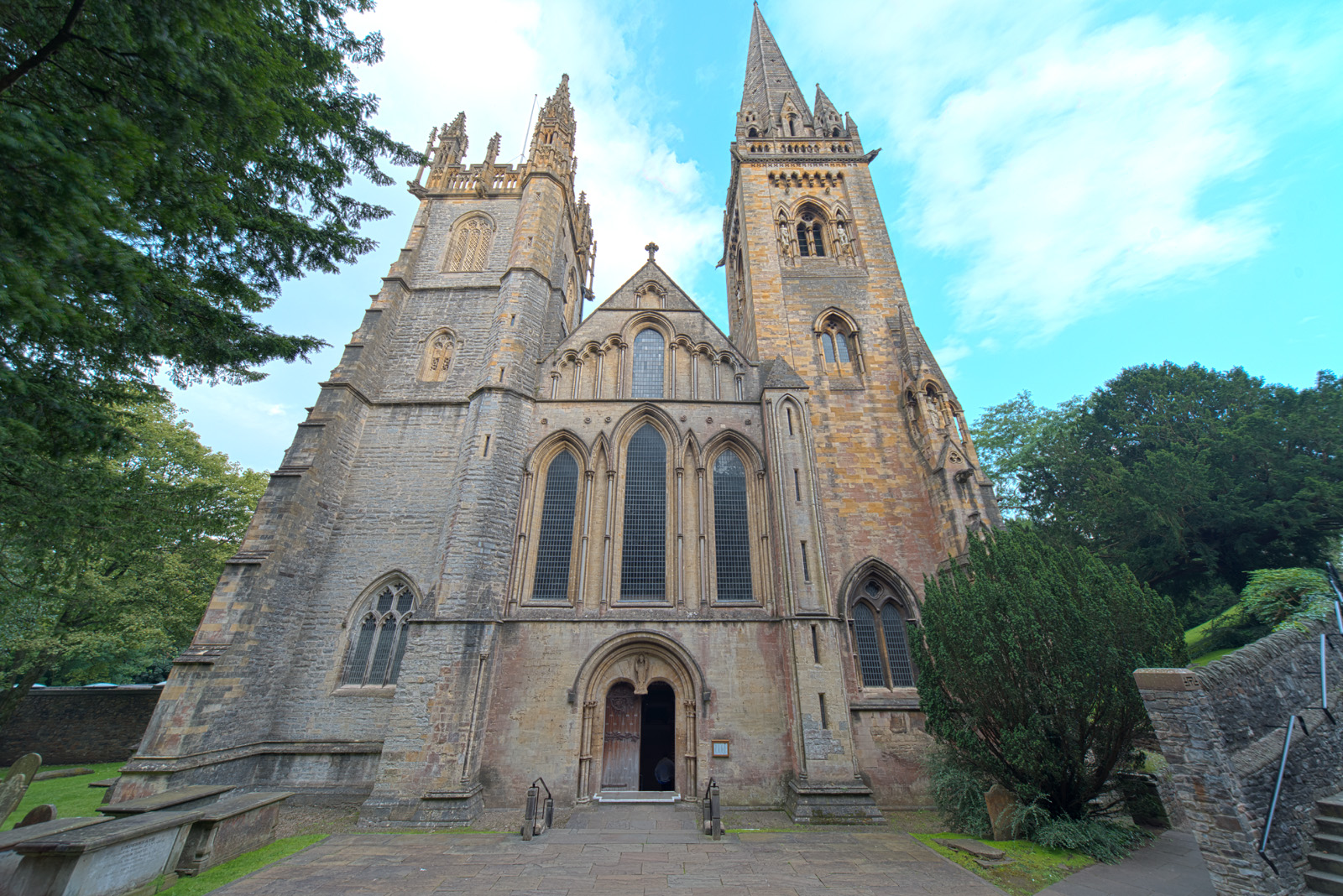
Dwuwieżowa fasada zachodnia

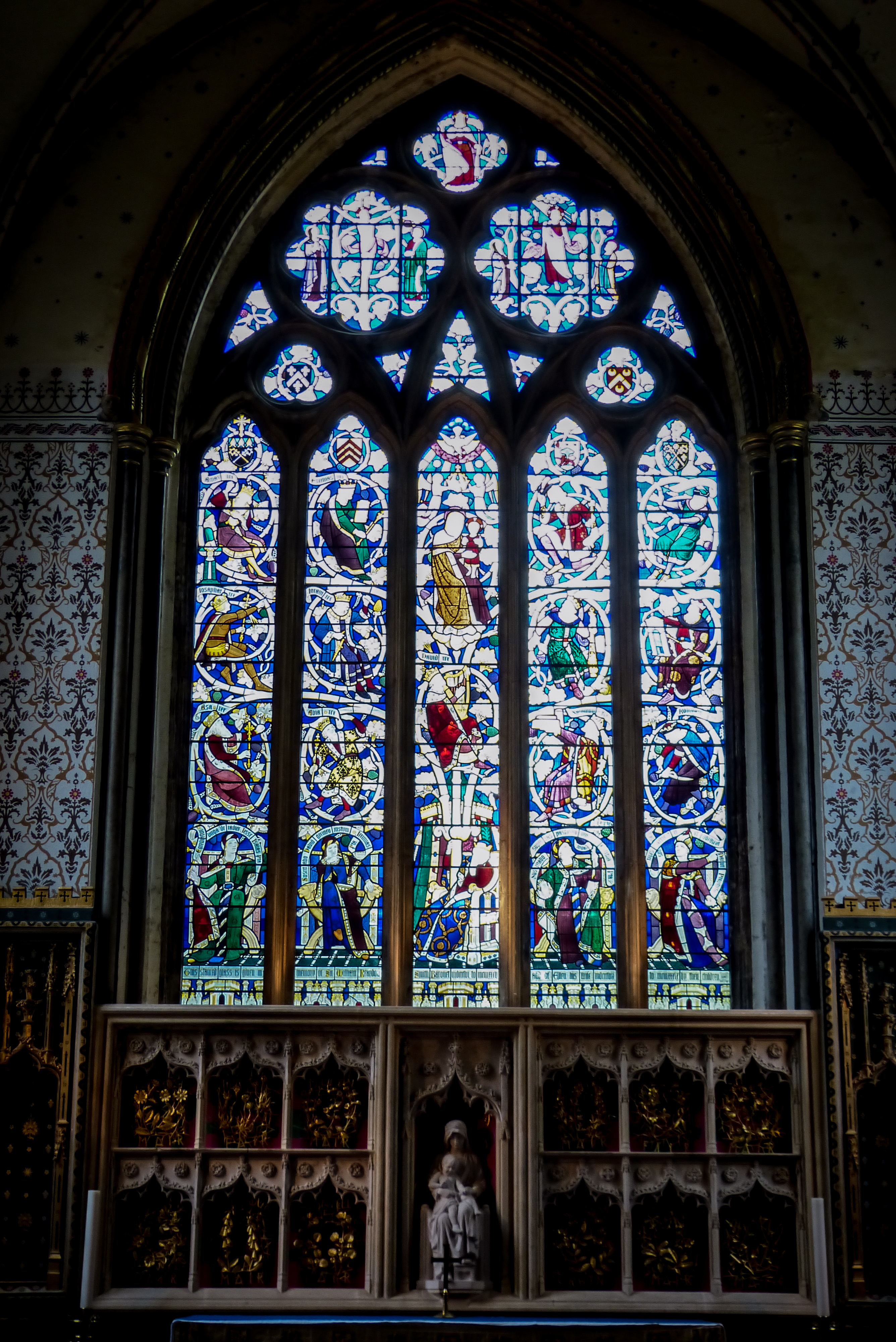
Okno wschodnie Lady Chapel

Fasada zachodnia ze zwieńczeniem szczytowym w stylu Early English, flankowana jest z lewej strony przez utrzymaną w niemal całkowicie w stylu pionowym wieżę północną, a z prawej przez utrzymaną głównie w stylu wiktoriańskim wieżę południową. W przyziemiu fasady znajdują się duże, centralne drzwi z łukowatym szczytem, usytuowane znacznie powyżej poziomu posadzki nawy. Pierwszą kondygnację fasady tworzą trzy ostrołukowe okna, a drugą – wąskie, ślepe arkady. Trójkątny szczyt zwieńczony jest krzyżem. 
Nawa południowa składa się z ośmiu przęseł, oddzielonych od siebie schodkowymi skarpami. Okna są 3-kwaterowe z siatkowatymi zwieńczeniami. W drugim przęśle od strony zachodniej znajdują się normańskie drzwi południowe, pochodzące przypuszczalnie z innej świątyni. Naprzeciwko nich, w nawie północnej również znajdują się drzwi. Ponad dachami naw jest clerestorium z podwójnymi, ostrołukowymi oknami, oddzielonymi od dachu rzędem konsol.
Po stronie wschodniej nawy południowej, na wysokości pierwszego przęsła, znajduje się kapitularz, zbudowany na planie kwadratu, przechodzący wyżej w ośmiobok, wsparty w narożnikach przyporami. Piętro kapitularza i jego charakterystyczny, szpiczasty dach zostały całkowicie przebudowane około 1850 roku i ponownie po zniszczeniach wojennych około 1950.
Po stronie wschodniej katedry znajduje się trzyprzęsłowa Lady Chapel, zamknięta od wschodu dużym, 5-kwaterowym oknem z geometrycznym maswerkiem, odrestaurowanym przez Pricharda około 1844 roku. W ścianach bocznych są po trzy 2-kwaterowe okna. Niski dach kaplicy z narożnymi wieżyczkami pochodzi z XV wieku.
Po stronie wschodniej nawy północnej, na wysokości drugiego i trzeciego przęsła znajduje się kaplica św. Dawida, zaprojektowana przez George’a Pace’a i zbudowana w latach 1953–1956. Stanowi ona jest część drogi procesyjnej, prowadzącej do Domu Prebendarzy.

### Wystrój wnętrza

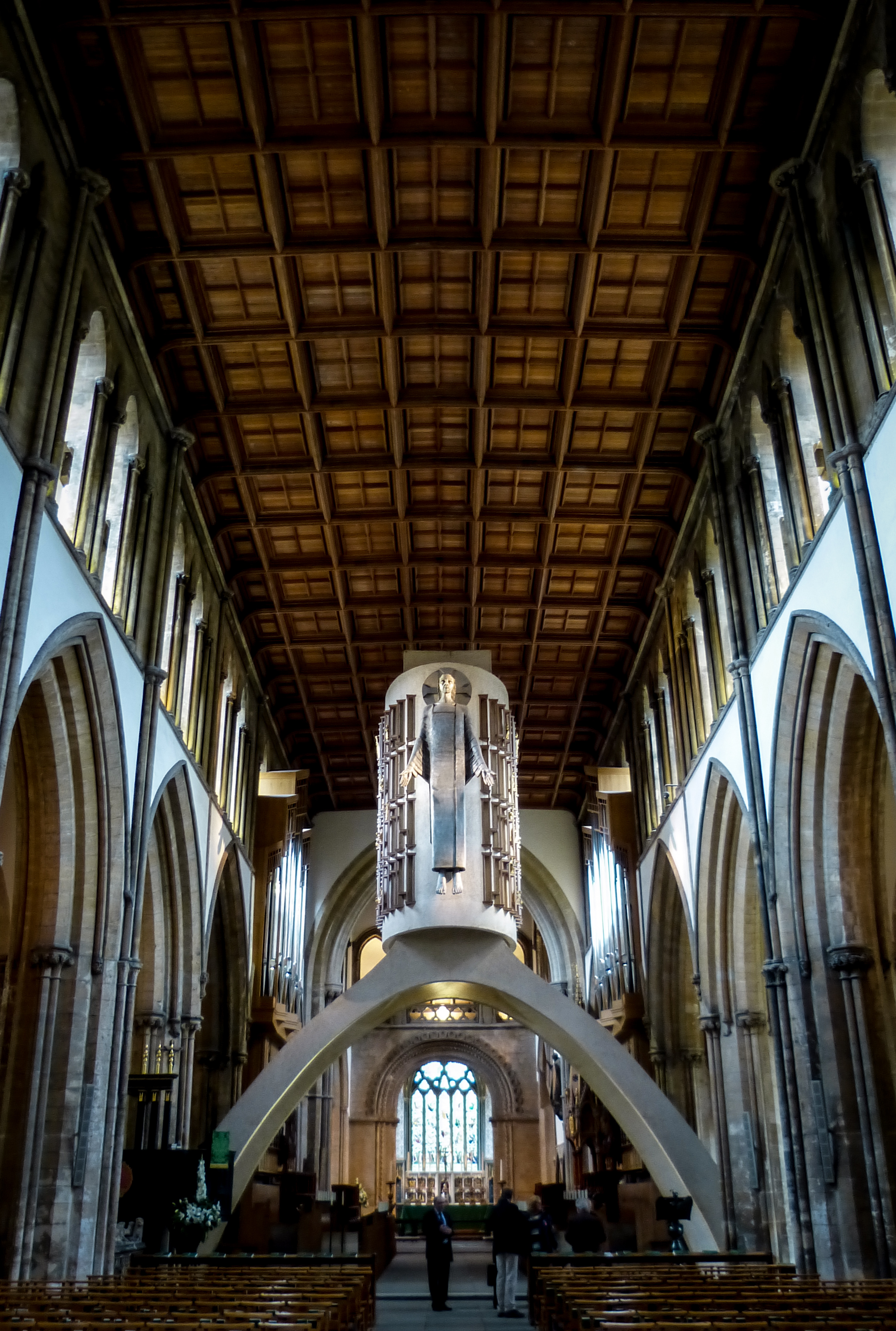
Łuk Pace’a zwieńczony posągiem Chrystus w chwale Epsteina

Z drzwi zachodnich do nawy prowadzi sześć stopni schodów. Budynek katedry jest dziesięcioprzęsłowy, podzielony na korpus nawowy i prezbiterium, oddzielone od siebie betonowymi, paraboloidalnymi łukami podtrzymującymi cylinder, w którym umieszczono piszczałki organowe, a na zewnątrz, z przodu rzeźbę „Chrystus w chwale” Jacoba Epsteina z 1957 roku. Przęsła reprezentują styl Early English; cztery z nich mają grubsze filary, niż pozostałe, wyraźnie wcześniejszej proweniencji. Podział między nimi wyznacza położenie zachodniej elewacji „świątyni” Johna Wooda. Większość wystroju powstała w średniowieczu, późniejsze jest jedynie clerestorium, prawie w całości wykonane przez Pricharda i drewniany, podzielony na mniejsze sekcje strop, ukończony przez George’a Pace’a w 1955 roku. Większość wyposażenia wykonanego przez Pricharda i Seddona została zniszczona podczas bombardowań; ocalał między innymi tron biskupi. Autorem nowego wystroju jest prawie wyłącznie Pace; jego dziełem jest ambona z 1957 roku, rekonstrukcja górnego pomieszczenia w kapitularzu oraz projekt i wyposażenie kaplicy św. Dawida (noszącej też miano Welch Regiment Memorial Chapel). Witraż w oknie na wschodnim zaprojektował John Piper, a wykonał w 1959 roku Patrick Reyntiens. Chrzcielnicę z 1952 roku zaprojektował Allan Durst. Nawa południowa została w znacznej mierze zrekonstruowana po II wojnie światowej. Jej gipsowy strop zaprojektował Pace. On też zaprojektował stalle w prezbiterium, w które wkomponowano fragmenty ocalałych ze zniszczeń wojennych stalli Pricharda i Seddona. Zachowała się część pomników biskupów, zarówno średniowiecznych (Marshall) jak i XIX- i XX-wiecznych (Alfred Ollivant i Richard Lewis). W Lady Chapel postawiono pomnik upamiętniający George’a Pace’a. Znajdująca się w niej nastawa ołtarzowa w stylu pionowym została zrekonstruowana w 1933 roku. Malowane szablony na ścianach i sklepieniach wykonał w 1909 roku Geoffrey Webb.